# Szilágykirva
Szilágykirva falu Romániában, Szilágy megyében.

## Fekvése
Szilágy megyében, Szilágyerked és Dosad között fekvő település.

## Története
Szilágykirva (Kirva) nevét az oklevelek 1368-ban említették először Kyrwa néven.
1368-ban Kusalyi Jakcs mester és Erkedi Fülöp, a Jakab fia között az Erked mellett fekvő 
Kirva területéért folyó birtokperrel kapcsolatban került említésre neve.
1582-ben a település a Jakcsi család birtoka volt.
1797-ben főbb birtokosok voltak itt báró Wesselényi Farkas és Guti Sára Sebes Sámuelné. De kisebb birtokos volt még itt
Mohai Lőrinc, Orgován Ferenc, Bíyró Gábor, Ligner Mihály, Baronyai Pál, Rácz Pál és Baczó Sámuel is.
1847-ben Szilágykirva 416 lakosából valamennyi görögkatolikus.
1890-ben 625 lakosából 27 magyar, 584 román, egyéb nyelvű 14, ebből 2 római katolikus, 590 görögkatolikus, 9 református, 1 unitárius, 23 izraelita. A falu házainak száma 134 volt.

## Nevezetességek
- Görögkatolikus kőtemploma 1803-ban épült. Anyakönyvet 1827-től vezetnek.